# 로스트 보이
《로스트 보이》(The Lost Boys)는 미국에서 제작된 조엘 슈마허 감독의 1987년 코미디, 공포 영화이다. 코리 펠드만 등이 주연으로 출연하였고 하비 번하드 등이 제작에 참여하였다.
이 영화는 워너브라더스픽처스에 의해 제작되었으며 1987년 7월 31일 개봉되었다. 상당한 상업적 성공을 거두었다.

## 출연

### 주연
- 코리 펠드만
- 제이미 거츠
- 코리 헤임
- 에드워드 허먼
- 바나드 휴즈
- 제이슨 패트릭
- 키퍼 서덜랜드
- 다이앤 위스트

### 조연
- 챈스 마이클 코빗
- 브룩 맥카터
- 켈리 조 민터
- 제이미슨 뉴랜더
- 알렉스 윈터
- 빌리 워드

## 기타
- 미술: 보 웰치
- 의상: 수잔 베커
- 배역: 마리언 더펄티